# Hogna schultzei
Hogna schultzei là một loài nhện trong họ Lycosidae.
Loài này thuộc chi Hogna. Hogna schultzei được Eugène Simon miêu tả năm 1910.